# 송정초등학교 (진주시)
송정초등학교는 대한민국 경상남도 진주시 지수면 압사리에 있었던 공립 초등학교이다.

## 연혁
- 1950년 4월 1일 지수국민학교 용봉분교 인가
- 1955년 4월 20일 송정국민학교 승격 인가
- 1956년 3월 25일 제1회 졸업식
- 1983년 3월 1일 병설유치원 개원
- 1996년 3월 1일 송정초등학교로 개칭, 급식학교 운영
- 1998년 9월 1일 동지분교장 통폐합
- 2005년 11월 10일 송정한마음 축제 개최
- 2006년 2월 10일 '송정어린이' 창간호 발간
- 2009년 3월 1일 지수초등학교로 통폐합